# موغوغي غابونامونغ
موغوغي غابونامونغ (بالإنجليزية: Mogogi Gabonamong)‏ (مواليد 10 سبتمبر 1982 في مموتلاني) لاعب كرة قدم بوتسواني دولي يجيد اللعب في خط الوسط . يلعب حاليا لصالح نادي سانتوس الجنوب الأفريقي من سنة 2006 .

## روابط خارجية
- موغوغي غابونامونغ على موقع قاعدة بيانات كرة القدم.إي يو (الإنجليزية)
- موغوغي غابونامونغ على موقع ناشيونال فوتبول تيمز (الإنجليزية)
- موغوغي غابونامونغ على موقع Soccerway.com (الإنجليزية)